# مات رينولدز
مات رينولدز (بالإنجليزية: Matt Reynolds)‏ هو لاعب كرة قاعدة أمريكي، ولد في 2 أكتوبر 1984 في كنوكسفيل في الولايات المتحدة.

## وصلات خارجية
- مات رينولدز على موقع دوري كرة القاعدة الرئيسي (الإنجليزية)
- مات رينولدز على موقعبيزبول رفرنس.كوم (الدوري الرئيسي) (الإنجليزية)
- مات رينولدز على موقعبيزبول رفرنس.كوم (الدوري الثانوي) (الإنجليزية)
- مات رينولدز على موقع إي إس بي إن.كوم (أم.أل.بي) (الإنجليزية)
- مات رينولدز على موقع مشجعي الرسوم البيانية (الإنجليزية)